# Lloyd Brevett
Lloyd Brevett (Kingston, 1 de agosto de 1931 - Saint Andrew 3 de maio de 2012), foi um músico jamaicano que tocava contrabaixo e foi membro da banda The Skatalites. Era irmão de Tony Brevett.

## Carreira
Viajou ao redor do mundo com membro pioneiro da banda, produziu dois álbuns, African Roots de 1975 e The Legendary Skatalites de 1976.